# Folon (Côte d'Ivoire)
Pour les articles homonymes, voir Folon (homonymie).
Le Folon est une région de Côte d'Ivoire, située dans le district du Denguélé. Son chef-lieu est Minignan.
Cette région est située au nord-ouest du pays et constitue, avec la région de Kabadougou, le district du Denguélé. Elle est divisée en deux départements : Minignan et Kaniasso. En 2021, sa population est de 146 209 habitants. Elle est peuplée en majorité par les Peul et Malinké. M. Cissé Sindou est l'actuel président du conseil régional du Folon.

## Départements et sous-préfectures
- Kaniasso
  - Goulia
  - Mahandiana-Sokourani
- Minignan
  - Sokoro
  - Tienko
  - Kimbirila Nord

## Politique
Sindou Cissé (Rassemblement des républicains, RDR) est élu président du conseil régional lors de l'élection régionale d'avril 2013 avec 67,3 % des voix face au candidat indépendant Camara Sidiki (32,7 %). Soutenu par le Rassemblement des houphouëtistes pour la démocratie et la paix (RHDP), Cissé est réélu lors de l'élection régionale d'octobre 2018 avec 44,1 % des voix face au candidat indépendant Maméry Koné (38,5 %). Lors de l'élection de septembre 2023, Sindou Cissé, candidat du RHDP, est réélu avec 48,1 % des voix devant les candidats indépendants Berry Sidibé (33,3 %) et Maméry Koné (18,0 %).